# The Gilded Age (série de televisão)
The Gilded Age (No Brasil, A Idade Dourada) é uma série de televisão americana de drama histórico criada por Julian Fellowes para a HBO que se passa nos Estados Unidos durante a Era Dourada, os anos de crescimento económico e financeiro na cidade de Nova York da década de 1880. Originalmente anunciado em 2018 para a NBC, foi anunciado mais tarde em maio de 2019 que o programa foi transferido para a HBO. A série estreou em 24 de janeiro de 2022. Em fevereiro de 2022, a série foi renovada para segunda temporada, lançada em 29 de outubro de 2023.
Em 22 de dezembro de 2023, a HBO anunciou a renovação de a série para a terceira temporada.

## Elenco
- Carrie Coon como Bertha Russell
- Morgan Spector como George Russell
- Louisa Jacobson como Marian Brook
- Denée Benton como Peggy Scott
- Taissa Farmiga como Gladys Russell
- Harry Richardson como Larry Russell
- Blake Ritson como Oscar van Rhijn
- Thomas Cocquerel como Tom Raikes
- Simon Jones como Bannister
- Jack Gilpin como Church
- Cynthia Nixon as Ada Brook
- Christine Baranski como Agnes van Rhijn

### Recorrente
- Audra McDonald como Dorothy Scott, Peggy Scott's mother[6]
- Jeanne Tripplehorn como Sylvia Chamberlain
- Ben Ahlers como Jack Treacher[7]
- Ashlie Atkinson como Mamie Fish
- Michael Cerveris como Watson[6]
- Kelley Curran como Turner[7]
- Claybourne Elder como John Adams
- Katie Finneran como Anne Morris[6]
- Amy Forsyth como Carrie Astor Wilson[7]
- Celia Keenan-Bolger como Mrs. Bruce[6]
- Debra Monk como Armstrong[6]
- Donna Murphy como Caroline Schermerhorn Astor[6]
- Kristine Nielsen como Mrs. Bauer[6]
- Kelli O'Hara como Aurora Fane[6]
- Patrick Page como Richard Clay[7]
- Taylor Richardson como Bridget[7]
- John Sanders como Stanford White
- Douglas Sills como Monsieur Baudin[7]
- Michel Gill como Patrick Morris,[8]
- Nathan Lane como Ward McAllister

### Participações
- John Douglas Thompson como Arthur Scott[6]
- Bill Irwin como Cornelius Eckhard[7]
- Tom Blyth como Archie Baldwin[9]
- Sullivan Jones as T. Thomas Fortune[8]
- Linda Emond como Clara Barton[8]
- Ward Horton como Charles Fane[8]
- Andrew Child como Doylestown Farmer[8]
- Mitchell Jones como The Russell Footman
- Christopher Higgins como The Russell Footman

## Episódios

### 1.ª temporada (2022)
| N.º geral | N.º na temp. | Título original              | Dirigido por               | Escrito por     | Exibição original       | Audiência (milhões) |
| --- | ------------ | ---------------------------- | -------------------------- | --------------- | ----------------------- | ------------------- |
| 1 | 1            | "Never the New"              | Michael Engler             | Julian Fellowes | 24 de janeiro de 2022   | 0,463               |
| 1882. Após a morte de seu pai e acompanhada por Peggy Scott, Marian Brook viaja para Nova York para morar com suas tias aristocráticas, Agnes van Rhijn e Ada Brook. Enquanto isso, determinado a entrar na sociedade, o implacável magnata George Russel e sua ambiciosa esposa Bertha se mudam com sua família para uma luxuosa mansão do outro lado da rua e se preparam para dar sua primeira festa. |              |                              |                            |                 |                         |                     |
| 2 | 2            | "Money Isn’t Everything"     | Michael Engler             | Julian Fellowes | 31 de janeiro de 2022   | 0,598               |
| A visita de Tom Raikes a Nova York encanta Marian, mas preocupa tia Agnes. Uma Peggy cada vez mais desesperada procura aconselhamento jurídico de Raikes, George toma medidas para levar adiante seus mais recentes planos de negócios, Oscar van Rhijn se volta para a jovem Gladys Russell e um bazar de caridade se torna a fonte de uma posição dramática depois que Bertha é desprezada.            |              |                              |                            |                 |                         |                     |
| 3 | 3            | "Face the Music"             | Salli Richardson Whitfield | Julian Fellowes | 7 de fevereiro de 2022  | 0,542               |
| Uma revelação infeliz coloca a nova estação ferroviária de George sob ameaça. Apesar dos avisos de Agnes, Marian continua a ver o Sr. Raikes, que expõe suas ambições. Peggy descobre que uma editora está interessada em suas histórias. Em uma palestra de Clara Barton, Ada reencontra uma amiga de infância. Oscar se apega ao seu plano, enquanto Jack convida Bridget para um show.                |              |                              |                            |                 |                         |                     |
| 4 | 4            | "A Long Ladder"              | Salli Richardson Whitfield | Julian Fellowes | 14 de fevereiro de 2022 | 0,604               |
| Após uma tragédia, George faz um acordo para ajudar Bertha. Peggy recebe um trabalho do editor T. Thomas Fortune, mas um jantar com seus pais termina com uma nota amarga. Marian descobre mais sobre a misteriosa Sra. Chamberlain. A visita de Bannister à casa de Russell tem um impacto duradouro na equipe. Bridget compartilha seu segredo obscuro com a Sra. Bauer.                               |              |                              |                            |                 |                         |                     |
| 5 | 5            | "Charity Has Two Functions"  | Salli Richardson Whitfield | Julian Fellowes | 21 de fevereiro de 2022 | 0,631               |
| George e Bertha fazem um convite a um jovem que despertou o interesse de Gladys. Depois de encantar o Sr. McAllister, Bertha acompanha Marian e Aurora para ouvir Clara Barton falar em Dansville. Lá, Peggy trabalha em seu artigo e compartilha a história de seu primeiro amor com Marian, cujo interesse pelo Sr. Raikes continua a crescer. Oscar cruza o caminho de um vingativo Turner.           |              |                              |                            |                 |                         |                     |
| 6 | 6            | "Heads Have Rolled for Less" | Salli Richardson Whitfield | Julian Fellowes | 28 de fevereiro de 2022 | 0,682               |
| Bertha se esforça em um almoço para impressionar o Sr. McAllister, contando com a ajuda de Bannister. George luta para proteger sua imagem pública, enquanto o status quo de Agnes é interrompido. Enquanto Marian debate seus sentimentos, a Sra. Chamberlain faz uma oferta. Gladys cria laços com um novo amigo. Armstrong intensifica sua campanha contra Peggy.                                     |              |                              |                            |                 |                         |                     |
| 7 | 7            | "Irresistible Change"        | Michael Engler             | Julian Fellowes | 7 de março de 2022      | ASD                 |
| Enquanto a cidade vibra com a demonstração de eletricidade de Edison, Bertha planeja um piquenique que envolve o Sr. Raikes – mas não Marian. Agnes suplica à sobrinha que proteja a reputação da família. George se prepara para uma batalha legal enquanto se irrita com as ambições de carreira de Larry. Bannister planeja sua vingança. Turner recebe uma surpresa indesejável.                     |              |                              |                            |                 |                         |                     |
| 8 | 8            | "Tucked Up in Newport"       | Michael Engler             | Julian Fellowes | 14 de abril de 2022     | ASD                 |
| Durante sua primeira visita a Newport, Bertha segue o exemplo de McCallister, mas logo é lembrada de seu lugar. A busca de Oscar por Gladys é ameaçada por uma presença familiar. George ganha seu dia no tribunal. Preocupada com a interferência de Armstrong, Peggy revela seu passado. Marian toma uma decisão sobre seu futuro romântico. Bridget segue Jack pela cidade.                           |              |                              |                            |                 |                         |                     |
| 9 | 9            | "Let the Tournament Begin"   | Michael Engler             | Julian Fellowes | 21 de março de 2022     | ASD                 |
| Enquanto Marian se prepara para embarcar em uma nova aventura, Ada e Aurora correm para detê-la antes que seja tarde demais. Com o baile de estreia de Gladys se aproximando, o confronto entre Bertha e a Sra. Astor tem consequências para toda a sociedade nova-iorquina. A descoberta de uma carta chocante muda tudo para Peggy. Baudin expõe sua vida dupla.                                       |              |                              |                            |                 |                         |                     |

## Produção

### Desenvolvimento
Em setembro de 2012, o The Daily Telegraph relatou Julian Fellowes dizendo que estava trabalhando em uma prequela spin-off de Downton Abbey. Inicialmente concebido como um livro, foi então planejado para retirada pela ITV. Na época, Fellowes planejava focar o show no romance e eventual casamento de Lord Grantham e Cora como Conde e Condessa de Grantham.
A produção e a escrita para The Gilded Age foram atualizadas em janeiro de 2016. Perguntado se ele já havia escrito o roteiro, Fellowes disse: 'Não, eu não escrevi, não. Estou fazendo isso este ano', antes de acrescentar: 'E então espero filmar no final do ano.'"
Em 4 de junho de 2016, Fellowes foi perguntado pelo Los Angeles Times: "Onde está The Gilded Age?" Fellowes respondeu: "Está realmente comigo até o pescoço na pesquisa, e estou limpando os conveses, de modo que quando começo a Era Dourada, só estou fazendo Idade Dourada. Essas pessoas eram extraordinárias. Você pode ver por que eles assustaram a velha guarda, porque não viram limites. Eles queriam construir um palácio, eles construíram um palácio. Eles queriam comprar um iate, compraram um iate. E a velha guarda em Nova York não era nada assim, e de repente esse turbilhão de alta costura desceu sobre suas cabeças. Eles redesenharam sendo ricos. Eles criaram uma cultura rica que ainda temos - pessoas ricas são ricas de uma maneira que foi estabelecida na América nas décadas de 1880, 90 e 1900. Era diferente da Europa. Algo como Newport nunca teria acontecido em nenhum outro país, onde você tem palácios enormes, e depois a cerca de 20 jardas de distância, outro palácio enorme e 20 jardas além desse outro palácio enorme. Na Inglaterra até a década de 1930, quando as pessoas ganhavam um bom dinheiro, compravam uma propriedade de 5.000 acres e tinham que cuidar da babá. Os americanos das décadas de 1880 e 90 não queriam muito disso."
A confirmação final de que o programa seria produzido foi anunciada pela NBC em janeiro de 2018. A NBC anunciou originalmente que o programa consistiria em dez episódios e estreiaria em 2019. Sobre o programa, Fellowes afirmou: "Escrever The Gilded Age é a realização de um sonho pessoal, fiquei fascinado por esse período da história americana por muitos anos e agora a NBC me deu a chance de trazê-lo para um público moderno. Eu não poderia estar mais animado e emocionado. A verdade é que a América é um país maravilhoso com uma história rica e variada, e nada poderia me dar mais prazer do que ser a pessoa para trazer essa história convincente para a tela."
Em maio de 2019, a série mudou-se da NBC para a HBO, com uma ordem direta para a série. A série estreou em 24 de janeiro de 2022 e consiste em nove episódios. Em 14 de fevereiro de 2022, a HBO renovou a série para uma segunda temporada.

### Seleção de elenco
Em setembro de 2019, a produção anunciou um elenco inicial composto por Christine Baranski, Cynthia Nixon, Amanda Peet e Morgan Spector.
Em novembro de 2019, foi anunciado que Denée Benton, Louisa Jacobson, Taissa Farmiga, Blake Ritson e Simon Jones se juntariam ao show. Em janeiro de 2020, Harry Richardson, Thomas Cocquerel e Jack Gilpin foram escalados como regulares da série, com Jeanne Tripplehorn escalada em um papel recorrente. Em abril, Carrie Coon foi escalada como Bertha Russell para substituir Peet por causa dos atrasos causados pela pandemia de COVID-19.
Em janeiro de 2021, Nathan Lane se juntou ao elenco em um papel recorrente.

### Filmagens
Após a mudança para a HBO, esperava-se que a série começasse a ser filmada em março de 2020, antes que a pandemia de COVID-19 atrasasse a produção.
As filmagens da série começaram em Newport, Rhode Island, em fevereiro de 2021, nas mansões Chateau-sur-Mer, The Elms e The Breakers. Uma chamada de elenco para que os Rhode Islanders trabalhassem como figurantes na série foi feita em dezembro de 2020 antes da produção na cidade.
Em abril de 2021, as filmagens continuaram no The Lyndhurst Estate em Tarrytown, NY e no Hudson River Museum em Yonkers, NY. Em maio de 2021, as filmagens continuaram em Troy, NY, em seu Distrito Histórico Central de Troy, onde vários quarteirões da cidade foram transformados para se assemelhar a uma rua da era vitoriana.

## Recepção
No Rotten Tomatoes, a série detém um índice de aprovação "Certified Fresh" de 81% com base em 52 avaliações, com uma classificação média de 7/10. O consenso crítico do site diz: "A marca de intrigas do andar de cima e do andar de baixo da Julian Fellowes faz uma transição transatlântica perfeita em The Gilded Age, com um elenco excepcional tornando as dores de parto dos ricos um relógio atraente." No Metacritic, a série tem uma pontuação de 67 de 100, com base em 34 avaliações, indicando "revisões geralmente favoráveis".